# Vaucelles
Vaucelles é uma comuna francesa na região administrativa da Normandia, no departamento Calvados. Estende-se por uma área de 3,56 km². Em 2010 a comuna tinha 515 habitantes (densidade: 144,7 hab./km²).